# Lycaena miris
Lycaena miris är en fjärilsart som beskrevs av Otto Staudinger 1881. Lycaena miris ingår i släktet Lycaena och familjen juvelvingar. Inga underarter finns listade i Catalogue of Life.